# 皇家一英里

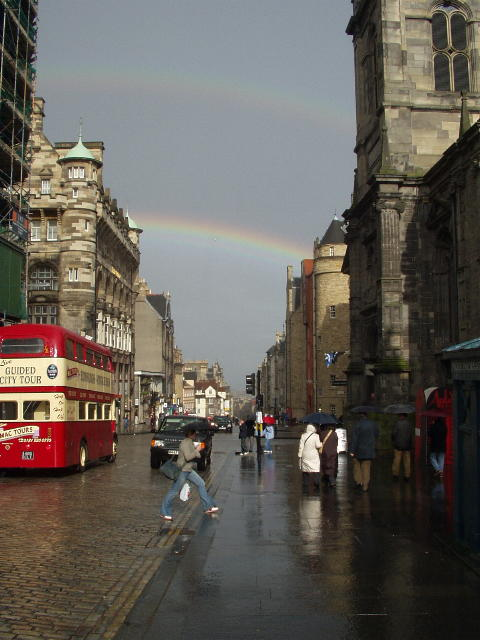
皇家一英里用花岗岩铺路

皇家一英里（英語：Royal Mile）是构成了苏格兰城市爱丁堡老城的主要干道，自西向东包括以下街道：城堡广场（Castle Esplanade）、城堡山（Castlehill）、草坪市场（Lawnmarket）、高街（High Street）、修士门（Canongate）和Abbey Strand。最早使用这个术语是W.M.吉尔伯特在1901年出版的19世纪的爱丁堡（Edinburgh in the Nineteenth Century）书中。
顾名思义，皇家一英里大约长一苏格兰里，连接了苏格兰历史的两大焦点：位于城堡岩顶部的爱丁堡城堡，以及荷里路德宫。皇家一英里是爱丁堡老城最繁忙的旅游街道，只有爱丁堡新城的王子街能与之匹敌。

## 城堡广场和城堡山

皇家一英里，中间是爱丁堡会议中心及其有特色的尖顶，右侧是苏格兰威士忌体验馆，左侧是“暗箱”

城堡广场形成于19世纪，是部队的练兵场，以及一年一度的爱丁堡军操表演场地。
短短的城堡山街上，南侧耸立着从前的托博特高地圣约翰教堂，现在是爱丁堡国际艺术节协会的总部 - 爱丁堡会议中心（The Hub），北面是暗箱和幻影世界 。北侧是苏格兰教会总会所（Assembly Hall）和新学院，1999年到2004年間，苏格兰议会设在苏格兰教会总会所。

## 草坪市场
草坪市场是亚麻市场，主要是一些旅游商店。在北侧保存了17世纪排屋格莱斯顿庄园（Gladstone's Land），屬苏格兰国家信托（National Trust for Scotland）所有。草坪市场的末端是与乔治四世桥（南侧）及银行街（北侧）交汇的主要路口，银行街通往巴洛克式的苏格兰银行总部，以及新城区。

## 高街
在每年的爱丁堡艺术节期间，高街成为该市的中心焦点，拥挤着游客和街头艺人。在北侧，是高等法院（High Court of Justiciary），苏格兰的最高刑事法院。南侧是议会广场（ Parliament Square），得名于旧议会大厦（Parliament House）。议会大厦现在用作苏格兰最高民事法院（Court of Session）。圣吉尔斯大教堂這座爱丁堡的最高教堂也矗立在议会广场。
在圣吉尔斯大教堂的西门，道路中间有一个心形图案，名为“中洛锡安之心”（Heart of Midlothian），标志着被拆除的监狱的所在地，当地人常在上面吐口水，据说可以得到好运。在左侧，圣吉尔斯大教堂对面，是市政厅（Edinburgh City Chambers）。在右侧，刚过圣吉尔斯大教堂，是墨卡特十字座（Mercat Cross），在此宣读皇家法令，以及公布苏格兰选举结果。
皇家一英里的中心焦点是一个大十字路口。向北是北桥（North Bridge），经过韦弗利车站，通往新城的王子街；向南是南桥，跨越低处的牛门街，到爱丁堡大学老学院为止，再向前便是尼科尔森街（Nicolson Street）。
在南北桥和约翰·诺克斯故居之间，皇家一英里的心脏，有一个热闹的教堂“Carrubbers Christian Centre”，是这条大道上仅存的仍用于原来用途的建筑物之一，建于1883年。
经过约翰·诺克斯故居后的十字路口（北侧：杰弗里街，南侧：圣玛丽街），是过去城市的边界。此处从前曾有城门，早已拆除，最近重修的Netherbow剧场属于苏格兰长老会，设有苏格兰故事中心。1513年，英格兰在弗洛登战役战胜苏格兰后，环绕爱丁堡的城墙就称为弗洛登城墙（Flodden Wall），一些墻體仍然保存。位于圣玛丽街拐角处的世界尽头酒吧（World's End），就得名于此处曾是爱丁堡的边界。

## 修士门
过了十字路口，便是修士门（Canongate）。它继续下坡经过Moray House（现在是爱丁堡大学教育学院）、修士门托博特（Canongate Tolbooth，现在是称为百姓故事的社会历史博物馆）、修士门教堂（Kirk of the Canongate）、新苏格兰议会大厦及荷里路德宫和荷里路德修道院废墟。1856年以前，修士门不仅是街名，还是周围城墙外独立市镇的名称。

## Abbey Strand
这是一段前往荷里路德宫的短街。南侧有女王美术馆和詹姆斯四世所建的荷里路德宫门楼，墙上有詹姆斯四世的徽章。

## 外部連結
- Edinburgh Architecture - The Royal Mile （页面存档备份，存于）
- City of Edinburgh Council （页面存档备份，存于）
- National Trust for Scotland （页面存档备份，存于）
- Map and Landmarks （页面存档备份，存于）
- The Spiritual History of The Royal Mile （页面存档备份，存于）

55°57′02″N 3°11′08″W / 55.95056°N 3.18556°W